# Каупер, Уильям, 1-й граф Каупер
Уильям Каупер, 1-й граф Каупер (англ. William Cowper, 1st Earl Cowper; 1665 – 10 октября 1723) —  английский политик, первый лорд-канцлер. Сын сэра Уильяма Каупера, 2-го баронета Кента, члена парламента Великобритании от партии вигов.

## Биография
Учился в школе Сент-Олбанс в Хартфордшире.

## Карьера
Имел репутацию одного из самых эффективных ораторов своего поколения. Потерял кресло в парламенте в 1702 году.
Получил 18 марта 1718 года титул виконта Фордуича и графа Каупера.

## Смерть
Умер 10 октября 1723 года.